# 张桂华 (1961年)
张桂华（1961年7月—），湖北石首人，汉族，中华人民共和国政治人物、第十二届全国人民代表大会湖北地区代表。
毕业于湖北省委党校法学专业。加入中国共产党。2013年，担任全国人大代表。2013年5月任潜江市委书记 。2016年4月，任湖北省农业厅副厅长。2019年12月，任湖北省农业农村厅一级巡视员。